# Oeceoclades seychellarum
Oeceoclades seychellarum là một loài thực vật có hoa trong họ Lan. Loài này được (Rolfe ex Summerh.) Garay & P.Taylor mô tả khoa học đầu tiên năm 1976.